# سید رضی کیا
سید رضی کیا بن سید الامام سید علی کیا حسینی (درگذشتهٔ ۱ جمادی‌الاول ۸۲۹) چهارمین پادشاه کیایی بیه‌پیش است. سید حسین کیا، سومین پادشاه کیایی، در ۷۹۸ به دلیل بدرفتاری با مردم به زیر کشیده شد و سید رضی که فرزند سید علی کیا بنیان‌گذار این حکومت بود، در ۷۹۸ بر لاهیجان تسلط یافت. حکومت آل کیا در دورهٔ او تثبیت شد. او موفق شد بر همهٔ بیه‌پس، از کوچصفهان تا نمک‌آبرودِ تنکابن، سلطه یابد. او با تیمور گورکانی صلح کرد. با روی کار آمدن وی، اختلافات خانوادگی و درگیری میان خاندان کیا شروع شد. و با قدرت خود، منطقه ای را که مردم رشت در تصرف داشتند، از دست آنان خارج نماید و پس از پایان جنگ‌های داخلی به آبادانی قلمرواش پرداخت. از جمله اقدامات عمرانی وی بازسازی شهر باستانی هوسم بود که در قرن هشتم هجری قمری در جریان سوانح طبیعی ویران شده بود.سید رضی کیا شهر را در سال ۸۲۰ هجری قمری( ابتدای قرن نهم هجری قمری ) احیا کرد و از آن پس هوسم به دلیل قرار گرفتن در میان دو رود ِ کیارود و شیرارود، رودسر نامیده شد و بر این اساس می توان وی را بانی شهر جدید رودسر دانست.(کتاب تاریخ گیلان و دیلمستان،ظهیرالدین مرعشی )
او پس از سی سال حکومت، در ۸۲۹ درگذشت. و سید حسین کیا دوباره پس از او تا ۸۳۳ به حکومت بیه‌پیش رسید. او بر ارتفاعات دیلمان و الموت به‌طور کامل مسلط شد. وی چهارمین سیدی بود که در اتاق شماره یک مسجد چهار پادشاهان لاهیجان دفن شد و نام این بقعه پس از دفن او بدین نام موسوم شد. حافظ ابرو، دربارهٔ او یادآور شده با اینکه گرفتاری او در امور سلطنت بسیار بود، به علوم معقول و منقول اشتغال تمام داشت و دربار او ملجا جهان و علمای زمان بود. ظاهرا به سرایش شعر علاقه ای داشته و اشعاری از او به دست آمده است.